# Чибисы
Чи́бисы, или пигалицы (лат. Vanellus), — род птиц из семейства ржанковых (Charadriidae), содержащий наиболее крупных представителей семейства. Чибисы обитают зачастую на открытом пространстве: на берегах озёр, рек и в болотистых местностях. Часто их можно встретить и на возделанных землях. Чибисы — очень громкие птицы. Наиболее редким и угрожаемым видом является кречётка, от которой осталось предположительно лишь 5600 гнездящихся пар.

## Виды
В состав рода включают 23 вида:
- Vanellus vanellus — Чибис
- Vanellus crassirostris — Длиннопалый чибис
- Vanellus armatus — Пигалица-кузнец
- Vanellus spinosus — Шпорцевый чибис
- Vanellus duvaucelii
- Vanellus malabaricus — Малабарская пигалица
- Vanellus tectus — Чернохохлый чибис
- Vanellus albiceps — Белоголовая пигалица
- Vanellus lugubris — Траурный чибис
- Vanellus melanopterus — Чернокрылая пигалица
- Vanellus coronatus — Венценосный чибис
- Vanellus senegallus — Сенегальская пигалица
- Vanellus melanocephalus — Пестрогрудый чибис
- Vanellus superciliosus — Красногрудый чибис
- Vanellus cinereus — Серый чибис
- Vanellus indicus — Украшенный чибис
- † Vanellus macropterus — Чернобрюхий чибис
- Vanellus tricolor
- Vanellus miles — Солдатский чибис
- Vanellus gregarius — Кречётка
- Vanellus leucurus — Белохвостая пигалица
- Vanellus chilensis — Кайеннская пигалица
- Vanellus resplendens — Андская пигалица